# Ulrich C. Baer
Ulrich Christian Baer (* 15. Februar 1966 in Saarbrücken) ist Literaturwissenschaftler und Publizist.

## Leben
Baer wuchs in Deutschland auf, ging als Schüler in die USA, machte in Berlin sein Abitur und kehrte in die USA zurück. Baer studierte in Berkeley, Harvard und Yale Literaturwissenschaft und arbeitet an der New York University im German Department als Professor. Er schreibt über Literatur und Fotografie und über kulturpolitische Fragen, unter anderem in der Süddeutschen Zeitung. Er ist Vater zweier Kinder und lebt heute in New York.

## Werk
Baer befasst sich mit deutscher Literatur, mit Literaturtheorie und mit dem Thema Trauma.
Um Trauma geht es auf sehr unterschiedliche Weise in vier seiner Bücher:
In seiner Dissertation konzentriert sich Baer auf die literarische Form. Baudelaire und Celan werden als Autoren vorgestellt, die Erfahrungen thematisieren, die unabhängig vom Willen oder vom Bewusstsein letztlich unverarbeitet, eben traumatisch bleiben. Baer diskutiert die ästhetische Form dieser Werke als Modell für die Mitteilbarkeit von Traumata überhaupt.
Der Sammelband „Niemand zeugt für den Zeugen“ bringt dagegen psychoanalytische, literaturwissenschaftliche und juristische Perspektiven zusammen. Der psychoanalytisch inspirierte Zugriff auf Literatur wird nachvollziehbar, wenn Baer mit Emily Sun und Eyal Peretz den Band „The Claims of Reading: The Shoshana Felman Reader“ der US-amerikanischen Theoretikerin Shoshana Felman ediert.
Nach dem 11. September 2001 gab Baer den Band „110 Stories: New York Writes After September 11“ heraus, in dem New Yorker Autorinnen und Autoren so viele Beiträge zum Anschlag auf das World Trade Center geschrieben haben, wie die Zwillingstürme Stockwerke (engl.'stories') hatten: 110 ganz unterschiedliche Geschichten über den Terror. Schließlich präsentierte Baer nach den literarischen Quellen solche aus der Fotografie in seinem Band „Spectral Evidence: The Photography of Trauma“.
Ein anderes Arbeitsgebiet von Baer ist die Auseinandersetzung mit dem Dichter Rilke. Auch hier wählt Baer eine eher unkonventionelle Herangehensweise. So hat er „Das Rilke-Alphabet“ verfasst, eine Sammlung von 26 eher überraschenden Essays zu Leben und Werk des Dichters, von B wie Buddha, F wie Frösche, M wie Mussolini oder Z wie Zahl. Außerdem hat er im Insel-Verlag fünf kleine Rilke-Bände veröffentlicht und zu Rilkes 50. Todestag eine umfangreiche Anthologie mit dessen Prosawerken herausgegeben.

## Preise und Auszeichnungen
- Guggenheim-Stipendium, 2006–2007;
- Alexander von Humboldt-Fellow at Humboldt Universität zu Berlin, 2006;
- Golden Dozen Teaching Award, 2004;
- Getty Research Fellowship, 2001–2002;
- Remarque Institute Faculty Fellow, Spring 1999; DAAD Research Fellowship, 1998;
- Golden Dozen Teaching Award, 1998

## Werke
- Traumadeutung. Die Erfahrung der Moderne bei Charles Baudelaire und Paul Celan. Frankfurt a. M.: Suhrkamp 2002, englisch: Remnants of Song: Trauma and the Experience of Modernity in Charles Baudelaire and Paul Celan. Dissertation Stanford University Press 2000.
- Niemand zeugt für den Zeugen. Erinnerungskultur und historische Verantwortung nach der Shoah. Frankfurt a. M.: Suhrkamp 2000.
- The Claims of Reading: The Shoshana Felman Reader. Fordham University Press 2007.
- 110 Stories: New York Writes After September 11. New York University Press 2002.
- Spectral Evidence: The Photography of Trauma. MIT Press 2002.
- Das Rilke-Alphabet. Frankfurt a. M.: Suhrkamp 2006, englisch: The Poet’s Guide to Life: The Wisdom of Rilke. New York: Random House 2005.
- Rainer Maria Rilke: Denn Bleiben ist nirgends; Du mußt dein Leben ändern; Es gibt nur – die Liebe; Der göttlichste Trost ist im Menschlichen; Die Verwandlung der Welt ins Herrliche. Alle hrsg. von Ulrich C. Baer. Frankfurt a. M.: Insel-Verlag.
- als Herausgeber: Rainer Maria Rilke: Die Prosa. Frankfurt a. M.: Insel-Verlag 2016, ISBN 978-3-458-17685-5.
- als Übersetzer: Rainer Maria Rilke: Letters to a Young Poet. Berlin: Insel-Verlag 2018, ISBN 978-3-458-19450-7.